# 바티칸 시국의 코로나19 범유행
바티칸 시국의 코로나19 범유행은 2020년 3월 7일 성좌가 확진자가 발생되었다고 발표하면서 시작되었다. 자국 영토 내에서 사건이나 거주자, 시민의 확진 사례를 보고하는 다른 나라와는 달리 성좌는 시험, 치료, 거주지와 관계 없이 바티칸 시국 내 및 교황청의 직원에 한한 사례에 대해서만 보고하고 있다. 바티칸의 주민과 직원 중 코로나19 확진자가 27명이 발생하였으며, 사망자는 아직 나타나지 않았다. 처음 12건은 바티칸 시국의 직원 10명, 신규 채용한 사람 1명, 거주자 1명이다. 모든 감염자는 이후 2020년 6월 6일까지의 재검사에서 음성 판정을 받았다. 10월 중순, 바티칸에서 스위스 근위대 사이에서의 발병 소식이 보고되었고, 10월 15일까지 11명이 확진 판정을 받았다.
2월 말, 교황 프란치스코가 감기 증상으로 코로나 검사를 받았으나, 음성 판정을 받았다.

## 배경
2020년 1월 12일, 세계보건기구는 2019년 12월 31일에 WHO에 보고된 중국 후베이성 우한시의 인구 집단에서 코로나19가 호흡기 질환의 원인임을 확인했다.
코로나19가 2003년 사스보다는 치명률이 훨씬 낮지만, 총 사망자 수가 상당할 정도로 감염 경로는 훨씬 더 컸다.

## 경과
| 바티칸 시국의 코로나19 현황 () 사망자 완치자 현재 환자 수 3월 4월 5월 6월 최근 15일 최근 15일 | 바티칸 시국의 코로나19 현황 () 사망자 완치자 현재 환자 수 3월 4월 5월 6월 최근 15일 최근 15일 | 바티칸 시국의 코로나19 현황 () 사망자 완치자 현재 환자 수 3월 4월 5월 6월 최근 15일 최근 15일 | 바티칸 시국의 코로나19 현황 () 사망자 완치자 현재 환자 수 3월 4월 5월 6월 최근 15일 최근 15일 | 바티칸 시국의 코로나19 현황 () 사망자 완치자 현재 환자 수 3월 4월 5월 6월 최근 15일 최근 15일 |
| --------------------------------------------------------------------------------------------- | --------------------------------------------------------------------------------------------- | --------------------------------------------------------------------------------------------- | --------------------------------------------------------------------------------------------- | --------------------------------------------------------------------------------------------- |
| 날짜                                                                                          | 날짜                                                                                          |                                                                                               | 누적 확진자 (추가 확진자)                                                                     | 누적 사망자 (추가 사망자)                                                                     |
| 2020-03-05                                                                                    | 2020-03-05                                                                                    |                                                                                               | 1(+100%)                                                                                      |                                                                                               |
| ⋮                                                                                             | ⋮                                                                                             |                                                                                               | 1(=)                                                                                          |                                                                                               |
| 2020-03-24                                                                                    | 2020-03-24                                                                                    |                                                                                               | 4(+300%)                                                                                      |                                                                                               |
| ⋮                                                                                             | ⋮                                                                                             |                                                                                               | 4(=)                                                                                          |                                                                                               |
| 2020-03-28                                                                                    | 2020-03-28                                                                                    |                                                                                               | 6(+50%)                                                                                       |                                                                                               |
| ⋮                                                                                             | ⋮                                                                                             |                                                                                               | 6(=)                                                                                          |                                                                                               |
| 2020-04-02                                                                                    | 2020-04-02                                                                                    |                                                                                               | 7(+16.6%)                                                                                     |                                                                                               |
| ⋮                                                                                             | ⋮                                                                                             |                                                                                               | 7(=)                                                                                          |                                                                                               |
| 2020-04-08                                                                                    | 2020-04-08                                                                                    |                                                                                               | 8(+14.3%)                                                                                     |                                                                                               |
| ⋮                                                                                             | ⋮                                                                                             |                                                                                               | 8(=)                                                                                          |                                                                                               |
| 2020-04-20                                                                                    | 2020-04-20                                                                                    |                                                                                               | 9(+12.5%)                                                                                     |                                                                                               |
| ⋮                                                                                             | ⋮                                                                                             |                                                                                               | 9(=)                                                                                          |                                                                                               |
| 2020-04-28                                                                                    | 2020-04-28                                                                                    |                                                                                               | 10(+11.1%)                                                                                    |                                                                                               |
| ⋮                                                                                             | ⋮                                                                                             |                                                                                               | 10(=)                                                                                         |                                                                                               |
| 2020-04-30                                                                                    | 2020-04-30                                                                                    |                                                                                               | 11(+10%)                                                                                      |                                                                                               |
| ⋮                                                                                             | ⋮                                                                                             |                                                                                               | 11(=)                                                                                         |                                                                                               |
| 2020-05-06                                                                                    | 2020-05-06                                                                                    |                                                                                               | 12(+9.1%)                                                                                     |                                                                                               |
| ⋮                                                                                             | ⋮                                                                                             |                                                                                               | 12(=)                                                                                         |                                                                                               |
| 2020-06-06                                                                                    | 2020-06-06                                                                                    |                                                                                               | 12                                                                                            |                                                                                               |

### 2020년 3월
3월 5일, 코로나19가 바티칸 시국에 도착하였다. 당국은 "취업 전 건강 검진을 위해 외래진료소를 갔던 사람"이라 표현하였다. 이후 그 확진자는 나중에 이탈리아의 "붉은 지역", 즉 확진자가 많아 엄격한 검역 하에 온 성직자로 확인됐다. 확진자와 접촉한 5명은 예방 차원으로 격리 조치됐다.
3월 8일, 삼종기도는 스트리밍을 통하여 교황의 개인 서재에서 진행되었다. 또한 바티칸 미술관이 3월 8일부터 4월 3일까지 문을 닫았다.
3월 10일, 이탈리아가 여행을 규제하기 시작한 다음날, 바티칸은 이탈리아가 시행하는 조치 협조할 것이라고 이야기하였으며, 성 베드로 광장과 성 베드로 대성당을 4월 3일까지 폐쇄하였다.
3월 11일, 교황이 처음으로 관중 없이 진행하였다.
3월 16일 프란치스코는 바티칸 시티를 떠나 로마의 두 교회를 방문하였다. 산타 마리아 마조레 대성당에서는 593년 교황 그레고리오 1세가 유스티니아누스 페스트의 종식을 기원하며 행렬을 지어 걸어온 로마 백성의 구원으로 알려진 그림 앞에서 기도하였다. 그리고 나서는 반 마일 정도를 걸어 성 마르첼로 알 코르소까지 가서 가톨릭 신자들이 기적으로 여기는 십자가 앞에서 기도를 올렸다.
3월 23일, 5월 31일에 방문하기로 예정되어 있었던 교황의 몰타 방문이 취소되었다.
3월 24일, 교황청은 앞서 발표한 바티칸 미술관에 근무하는 직원 2명과 선박 사무소에서 근무하는 직원 1명 등 네 명의 확진자가 발생한 것을 추가로 확인했다.
3월 25일, 바티칸의 신문사에서는 이탈리아의 제한으로 인쇄와 유통이 불가능해지자 인쇄판의 작동을 중단시켰다. 그래도 온라인으로는 계속 신문을 만들었다.
프란치스코 교황은 지난 3월 27일 비어 있는 성 베드로 광장에서 이틀 전 산 마르첼로 알 코르소의 십자가에서 코로나바이러스의 범유행의 종식을 기원하는 특별한 우르비 에트 오르비 축복을 전달하였다.
3월 28일 교황청은 2건의 확진 사례를 확인해 총 6명의 확진자가 나온 것을 발표하였다. 한 사람은 교황의 관저인 성녀 마르타의 집에서 살고 있는 국무원 직원이었다. 또한 이 환자는 바티칸 시국의 거주자로 확인된 최초의 확진자다. 두 번째 확진 사례는 해당 주민과 함께 일하는 바티칸의 직원이었다. 170여 명의 주민과 밀접 접촉자를 대상으로 검사를 하였는데, 모두 음성 판정이 나왔다.

### 2020년 4월
4월 2일, 당국은 7번째 확진자를 발견하였다. 이 확진자는 3월 중순부터 자가 격리에 들어가 있었다.
4월 5일, 성 베드로 내에서 성지주일 미사가 거행되었다. 베드로는 보통 바깥 광장을 가득 채우는 수천 명의 신도들 대신 소수의 신도들만 모였다. 로마의 성직자들이 보통 참석하는 성유 축성 미사는 연기되었다. 3월 27일에 발표된 "사람의 참여 없이"는 똑같이 사람이 없이 개최되었다. 교황이 수년 동안 교황청 밖에서 난민이나 죄수들과 함께 기념해 온 성 목요일 미사가 진행됐다. 이때 세족식은 생략되었다. 약 20여 명의 사람들이 금요일 예배에 참석하였다. 오직 교황만이 십자가에 입맞춤을 하였다. 1964년부터 콜로세움에서 열린 금요일 십자가의 길이 열렸다. 몇 안 되는 참석자 중에는 베드로 광장, 바티칸 건강 서비스의 관직자들이 참석하였다.
4월 8일, 교황청은 또 다른 직원이 아픈 친척을 돕기 위해 로마를 떠난 후 바이러스 확진 판정을 받았다고 발표하였다. 또한 현재 8명이 완치를 받았으며, 퇴원해 집에서 회복중인 2명, 입원 중인 2명, 무증상 3명, 자가 격리 중인 3명의 환자가 있다고 상황을 보고하였다.
4월 20일, 당국은 9번째 환자가 확진 판정을 받았으며, 관찰을 위하여 병원에 입원하였다고 보고하였다. 확진자는 지난 2주 동안 단 한 번 직장에 출근하였으며, 그날 접촉자들은 어떠한 추가 확진도 발생하지 않았다.
4월 28일, 당국은 지난 3월 증세를 보여 집에서 일하던 직원이 10번째로 확진 판정을 받았다. 그리고 확진자의 동료들은 음성 판정을 받았다.
4월 30일, 11번째 확진자가 생겼다. 확진자는 3월 상반기에 증상이 나타나 자가 격리를 진행하였다고 보고하였다.

### 2020년 5월
5월 2일, 인간형제애 동호위원회는 5월 14일 목요일, 금식, 기도, 모든 인류의 이익을 위한 탄원의 날이라고 발표하고, 전세계의 모든 종교 지도자와 사람들을 초대하였다.
5월 6일, 12번째 확진자가 양성 판정을 받았는데, 확진자는 3월 초부터 계속 집에서 일하던 직원이었다.

### 2020년 9월
9월, 필리핀의 추기경 루이스 안토니오 타글레가 바티칸에서 필리핀으로 간 후 코로나19 검사에서 양성을 판정받게 되었다. 이로써 타글레는 바티칸 법원의 사람 중에서는 첫 번째 확진자가 되었다. 하지만 필리핀에서 확진 판정을 받은 것이기에 바티칸에서의 집계에는 반영되지 않는다.

### 2020년 10월
10월, 4명의 스위스 근위대가 코로나19 양성 판정을 받았으며, 바티칸 시티에서 추가로 3명이 양성 판정을 받았다. 10월 말에는 7명의 근위대가 코로나19 양성 판정을 받게 되었다.

## 예방
이탈리아의 봉쇄 조치는 바티칸 시국에도 반영되었으며, 모든 관광지가 문을 닫았다. 프란치스코 교황은 공개 모임과 바이러스 전염을 피하기 위해 공개적 등장을 하지 않으며 인터넷으로 생중계한다.
4월, 프란치스코 교황은 인터뷰에서 성녀 마르타의 집에서 묵는 사람들은 자신의 방에서 일을 하고 있으며, 사회적 거리를 두기 위하여 식사도 2교대로 제공되고 있다고 밝혔다.

## 같이 보기
- 나라별 코로나19 범유행
- 유럽의 코로나19 범유행
- 이탈리아의 코로나19 범유행